# My Kind of Christmas
My Kind of Christmas er titlen på et jule-album af den amerikanske sangerinde, Christina Aguilera, udgivet 2000.